# Pedro Bay
Pedro Bay és una concentració de població designada pel cens dels Estats Units a l'estat d'Alaska. El 2010 tenia 42 habitants (segons el cens del 2000 encara eren 50). El 2000 hi havia 17 habitatges i 13 famílies